# Football Club Stade Lausanne-Ouchy 2021-2022
Questa voce raccoglie le informazioni riguardanti il Football Club Stade Lausanne-Ouchy nelle competizioni ufficiali della stagione 2021-2022.

## Stagione
Nella stagione 2021-2022 lo Stade Lausanne-Ouchy, allenato da Meho Kodro, concluse il campionato di Challenge League al 7º posto. In Coppa Svizzera lo Stade Lausanne-Ouchy fu eliminato agli ottavi di finale dal Bienne.

## Rosa
| N. |                     | Ruolo | Calciatore         |
| -- | ------------------- | ----- | ------------------ |
| 3  | Svizzera (bandiera) | D     | Christopher Routis |
| 5  | Kosovo (bandiera)   | D     | Lavdrim Hajrulahu  |
| 6  | Angola (bandiera)   | C     | Giovani Bamba      |
| 7  | Francia (bandiera)  | C     | Andy Laugeois      |
| 8  | Svizzera (bandiera) | D     | Stéphane Cueni     |
| 10 | Svizzera (bandiera) | C     | Mergim Qarri       |
| 13 | Comore (bandiera)   | C     | Rafidine Abdullah  |
| 13 | Svizzera (bandiera) | A     | Adonai Bandu       |
| 17 | Kosovo (bandiera)   | A     | Alban Ajdini       |
| 19 | Svizzera (bandiera) | P     | Niklas Steffen     |
| 20 | Svizzera (bandiera) | D     | Nias Hefti         |
| 21 | Svizzera (bandiera) | C     | Mersim Asllani     |
| 22 | Camerun (bandiera)  | D     | Marc Tsoungui      |
| 23 | Francia (bandiera)  | D     | Rayan Kadima       |
| 27 | Francia (bandiera)  | A     | Zachary Hadji      |

| N. |                         | Ruolo | Calciatore       |
| -- | ----------------------- | ----- | ---------------- |
| 28 | Francia (bandiera)      | C     | Romain Bayard    |
| 29 | Comore (bandiera)       | D     | Mohamed Abdallah |
| 31 | Svizzera (bandiera)     | C     | Robin Kamber     |
| 33 | Kosovo (bandiera)       | D     | Rejan Thaçi      |
| 38 | Stati Uniti (bandiera)  | D     | Lucas Pos        |
| 61 | Serbia (bandiera)       | C     | Merlin Hadzi     |
| 69 | Francia (bandiera)      | A     | Sofyan Chader    |
| 71 | Svizzera (bandiera)     | P     | Justin Hammel    |
| 72 | Francia (bandiera)      | A     | Teddy Okou       |
| 96 | Francia (bandiera)      | A     | Brighton Labeau  |
|    | Svizzera (bandiera)     | P     | Tristan Zesiger  |
|    | RD del Congo (bandiera) | D     | Gabriel Passi    |
|    | Svizzera (bandiera)     | C     | Justin Vallelian |
|    | Svizzera (bandiera)     | A     | David Staffoni   |

## Organigramma societario
Area tecnica
- Allenatore: Meho Kodro
- Allenatore in seconda: Dalibor Stevanović
- Preparatore dei portieri: Zoran Lemajić
- Preparatori atletici:

## Calciomercato

### Sessione estiva
| Acquisti | Acquisti          | Acquisti                  | Acquisti |
| R.       | Nome              | da                        | Modalità |
| -------- | ----------------- | ------------------------- | -------- |
| P        | Tristan Zesiger   | Servette U-21             |          |
| C        | Yassine Barbouchi | JA Drancy                 |          |
| A        | Brighton Labeau   | Union Saint-Gilloise      |          |
| C        | Romain Bayard     | Pau                       |          |
| A        | Sofyan Chader     | Clermont Foot             |          |
| D        | Lucas Pos         | Stade Nyonnais            |          |
| D        | Mohamed Abdallah  | Zulte Waregem             |          |
| A        | Adonai Bandu      | Losanna U18               |          |
| D        | Stéphane Cueni    | Losanna                   |          |
| A        | Florian Danho     | Martigues                 |          |
| A        | Zachary Hadji     | Template:Calcio FOLA Esch |          |
| C        | Merlin Hadzi      | Chiasso                   |          |
| C        | Florian Hysenaj   | Losanna                   |          |
| C        | Blerim Iseni      | Bavois                    |          |
| D        | Rayan Kadima      | Stade Nyonnais            |          |

| Cessioni | Cessioni         | Cessioni             | Cessioni |
| R.       | Nome             | a                    | Modalità |
| -------- | ---------------- | -------------------- | -------- |
| D        | Albisua          | Cornellà             |          |
| A        | Florian Danho    | Stade Nyonnais       |          |
| D        | Dylan Tavares    | Xamax Neuchâtel      |          |
| C        | Blerim Iseni     | Bavois               |          |
| D        | Samir Efendić    | Tuzla City           |          |
| P        | Mirco Mazzeo     | Vevey United         |          |
| A        | Zeki Amdouni     | Losanna              |          |
| C        | Quentin Gaillard | Stade Nyonnais       |          |
| C        | Karim Gazzetta   | Xamax Neuchâtel      |          |
| A        | Joël Monteiro    | Young Boys           |          |
| A        | Yanis Lahiouel   | Xamax Neuchâtel      |          |
| A        | Guy Mbenza       | Anversa              |          |
| C        | Roland Ndongo    | Thun Berner Oberland |          |
| D        | Vincent Rüfli    | San Gallo            |          |

### Sessione invernale
| Acquisti | Acquisti      | Acquisti             | Acquisti |
| R.       | Nome          | da                   | Modalità |
| -------- | ------------- | -------------------- | -------- |
| D        | Gabriel Passi | Chênois              |          |
| D        | Marc Tsoungui | Losanna              |          |
| D        | Nias Hefti    | Thun Berner Oberland |          |
| C        | Robin Kamber  | Wil                  |          |

| Cessioni | Cessioni          | Cessioni         | Cessioni |
| R.       | Nome              | a                | Modalità |
| -------- | ----------------- | ---------------- | -------- |
| C        | Florian Hysenaj   | Losanna          |          |
| P        | Dany Da Silva     | Bulle            |          |
| D        | Bijan Dalvand     | Étoile Carouge   |          |
| C        | Yassine Barbouchi | Vevey United     |          |
| C        | Carlos Lima       | Vevey United     |          |
| D        | Mārcis Ošs        | Spartaks Jūrmala |          |

## Risultati

### Challenge League

#### Prima fase, girone di andata
| Arbitro: | von Mandach |

|           |           |                  |
| Hadji 45’ | Marcatori | 71’ (rig.) Buess |

| Arbitro: | Wolfensberger |

|           |           |                           |
| Gétaz 70’ | Marcatori | 51’, 65’ Chader 60’ Hadji |

| Arbitro: | Gianforte |

|            |           |  |
| Chader 90’ | Marcatori |  |

| Arbitro: | Staubli |

|                                               |           |                         |
| Gashi 24’, 57’ (rig.) Spadanuda 35’, 45’, 51’ | Marcatori | 51’ Labeau 69’ Abdallah |

| Arbitro: | von Mandach |

|           |           |  |
| Bürki 90’ | Marcatori |  |

| Arbitro: | Gianforte |

|                             |           |             |
| Hadji 32’ (rig.) Ajdini 60’ | Marcatori | 61’ Neitzke |

| Arbitro: | Wolfensberger |

|                                 |           |            |
| Pos 28’ (aut.) Mafouta 40’, 70’ | Marcatori | 48’ Chader |

| Arbitro: | Fähndrich |

|                                             |           |  |
| Labeau 7’, 87’, 89’ Abdullah 42’ Chader 60’ | Marcatori |  |

| Arbitro: | Staubli |

|                          |           |                                     |
| Brahimi 6’ Lukembila 78’ | Marcatori | 8’, 90’ Labeau 83’ (aut.) Muntwiler |

#### Prima fase, girone di ritorno
| Arbitro: | Kanagasingam |

|  |           |                         |
|  | Marcatori | 13’ Spadanuda 27’ Balaj |

| Losanna 2 novembre 2021, ore 19:30 CET 11ª giornata | Stade Lausanne-Ouchy | 0 – 0 referto | Yverdon | Stade Olympique de la Pontaise (684 spett.)\| Arbitro: \| Odiet \| |
| Arbitro:                                            | Odiet                |               |         |                                                                    |

| Arbitro: | Kanagasingam |

|             |           |  |
| Sessolo 13’ | Marcatori |  |

| Winterthur 5 novembre 2021, ore 20:30 CET 13ª giornata | Winterthur | 0 – 0 referto | Stade Lausanne-Ouchy | Stadion Schützenwiese (4 000 spett.)\| Arbitro: \| Dudic \| |
| Arbitro:                                               | Dudic      |               |                      |                                                             |

| Arbitro: | Cibelli |

|                      |           |  |
| Hadji 27’ Labeau 39’ | Marcatori |  |

| Arbitro: | Odiet |

|                       |           |           |
| Dobras 23’ Gasser 56’ | Marcatori | 33’ Hadji |

| Losanna 3 dicembre 2021, ore 20:30 CET 16ª giornata | Stade Lausanne-Ouchy | 0 – 0 referto | Xamax Neuchâtel | Stade Olympique de la Pontaise (652 spett.)\| Arbitro: \| von Mandach \| |
| Arbitro:                                            | von Mandach          |               |                 |                                                                          |

| Arbitro: | Drmic |

|              |           |  |
| Del Toro 29’ | Marcatori |  |

| Arbitro: | Turkes |

|                     |           |            |
| Labeau 6’ Hadji 33’ | Marcatori | 61’ Fazliu |

#### Seconda fase, girone di andata
| Yverdon-les-Bains 28 gennaio 2022, ore 19:30 CET 19ª giornata | Yverdon   | 0 – 0 referto | Stade Lausanne-Ouchy | Stade Municipal Yverdon-les-Bains (610 spett.)\| Arbitro: \| Gianforte \| |
| Arbitro:                                                      | Gianforte |               |                      |                                                                           |

| Arbitro: | Huwiler |

|                       |           |                                                             |
| Chader 52’ Labeau 58’ | Marcatori | 43’ Schneider 46’ Vladi 73’ (rig.), 86’ Spadanuda 78’ Balaj |

| Arbitro: | Staubli |

|                         |           |           |
| Labeau 34’ Abdullah 63’ | Marcatori | 14’ Mulaj |

| Arbitro: | Kanagasingam |

|             |           |          |
| Nuzzolo 40’ | Marcatori | 88’ Okou |

| Arbitro: | Odiet |

|                 |           |  |
| Labeau 32’, 90’ | Marcatori |  |

| Arbitro: | Turkes |

|  |           |            |
|  | Marcatori | 34’ Ajdini |

| Arbitro: | Odiet |

|                                 |           |           |
| Hefti 29’ Labeau 33’ Kamber 80’ | Marcatori | 60’ Tushi |

| Arbitro: | Schnyder |

|                                |           |            |
| Schwizer 48’ Fatkič 89’ (rig.) | Marcatori | 84’ Chader |

| Arbitro: | Thies |

|            |           |            |
| Kamber 84’ | Marcatori | 33’ Fazliu |

#### Seconda fase, girone di ritorno
| Arbitro: | Piccolo |

|                             |           |           |
| Ltaief 72’ Alves 85’ (rig.) | Marcatori | 38’ Qarri |

| Arbitro: | Gianforte |

|  |           |            |
|  | Marcatori | 60’ Beleck |

| Arbitro: | Odiet |

|                                     |           |  |
| Dickenmann 15’ Bahloul 26’ Saho 82’ | Marcatori |  |

| Arbitro: | Drmic |

|                         |           |                 |
| Labeau 2’, 5’ Hadji 90’ | Marcatori | 58’ Kyeremateng |

| Arbitro: | Gianforte |

|                   |           |           |
| Aliu 21’ Lang 39’ | Marcatori | 7’ Kamber |

| Arbitro: | Thies |

|          |           |                                          |
| Okou 35’ | Marcatori | 47’ Ouhafsa 71’ Nuzzolo 86’ (rig.) Koide |

| Arbitro: | Kanagasingam |

|                    |           |          |
| Spadanuda 62’, 90’ | Marcatori | 81’ Okou |

| Arbitro: | von Mandach |

|                      |           |                    |
| Đokić 10’ Obexer 44’ | Marcatori | 21’ Pos 34’ Labeau |

| Arbitro: | Bieri |

|           |           |                            |
| Qarri 21’ | Marcatori | 53’ Bobadilla 77’ González |

### Coppa Svizzera
| Arbitro: | Dudic |

|                             |           |                                 |
| Ciarrocchi 46’ Casciato 66’ | Marcatori | 40’ Chader 45’ Ajdini 79’ Bamba |

| Arbitro: | Cibelli |

|                                            |           |  |
| Chader 13’ Hadji 36’ Ajdini 49’ Bayard 89’ | Marcatori |  |

| Arbitro: | Piccolo |

|           |           |  |
| Beyer 89’ | Marcatori |  |

## Statistiche

### Statistiche di squadra
| Competizione     | Punti | In casa | In casa | In casa | In casa | In casa | In casa | In trasferta | In trasferta | In trasferta | In trasferta | In trasferta | In trasferta | Totale | Totale | Totale | Totale | Totale | Totale | DR |
| Competizione     | Punti | G       | V       | N       | P       | Gf      | Gs      | G            | V            | N            | P            | Gf           | Gs           | G      | V      | N      | P      | Gf     | Gs     | DR |
| ---------------- | ----- | ------- | ------- | ------- | ------- | ------- | ------- | ------------ | ------------ | ------------ | ------------ | ------------ | ------------ | ------ | ------ | ------ | ------ | ------ | ------ | -- |
| Challenge League | 44    | 18      | 9       | 4       | 5       | 28      | 20      | 18           | 3            | 4            | 11           | 18           | 30           | 36     | 12     | 8      | 16     | 46     | 50     | -4 |
| Coppa Svizzera   | -     | 1       | 1       | 0       | 0       | 4       | 0       | 2            | 1            | 0            | 1            | 3            | 3            | 3      | 2      | 0      | 1      | 7      | 3      | +4 |
| Totale           | 44    | 19      | 10      | 4       | 5       | 32      | 20      | 20           | 4            | 4            | 12           | 21           | 33           | 39     | 14     | 8      | 17     | 53     | 53     | 0  |

### Andamento in campionato
| Giornata  | 1 | 2 | 3 | 4 | 5 | 6 | 7 | 8 | 9 | 10 | 11 | 12 | 13 | 14 | 15 | 16 | 17 | 18 | 19 | 20 | 21 | 22 | 23 | 24 | 25 | 26 | 27 | 28 | 29 | 30 | 31 | 32 | 33 | 34 | 35 | 36 |
| --------- | - | - | - | - | - | - | - | - | - | -- | -- | -- | -- | -- | -- | -- | -- | -- | -- | -- | -- | -- | -- | -- | -- | -- | -- | -- | -- | -- | -- | -- | -- | -- | -- | -- |
| Luogo     | C | T | C | T | T | C | T | C | T | C  | C  | T  | T  | C  | T  | C  | T  | C  | T  | C  | C  | T  | C  | T  | C  | T  | C  | T  | C  | T  | C  | T  | C  | T  | T  | C  |
| Risultato | N | V | V | P | P | V | P | V | V | P  | N  | P  | N  | V  | P  | N  | P  | V  | N  | P  | V  | N  | V  | V  | V  | P  | N  | P  | P  | P  | V  | P  | P  | P  | N  | P  |
| Posizione | 4 | 3 | 2 | 4 | 6 | 6 | 6 | 5 | 3 | 5  | 5  | 6  | 5  | 3  | 7  | 8  | 8  | 6  | 6  | 8  | 7  | 7  | 5  | 5  | 5  | 5  | 6  | 6  | 6  | 7  | 7  | 6  | 7  | 7  | 7  | 7  |

Legenda:

Luogo: C = Casa; T = Trasferta. Risultato: V = Vittoria; N = Pareggio; P = Sconfitta.

### Statistiche dei giocatori
| Giocatore    | Challenge League | Challenge League | Challenge League | Challenge League | Coppa Svizzera | Coppa Svizzera | Coppa Svizzera | Coppa Svizzera | Totale   | Totale | Totale      | Totale     |
| Giocatore    | Presenze         | Reti             | Ammonizioni      | Espulsioni       | Presenze       | Reti           | Ammonizioni    | Espulsioni     | Presenze | Reti   | Ammonizioni | Espulsioni |
| ------------ | ---------------- | ---------------- | ---------------- | ---------------- | -------------- | -------------- | -------------- | -------------- | -------- | ------ | ----------- | ---------- |
| M. Abdallah  | 20               | 1                | 2                | 0                | 1              | 0              | 0              | 0              | 21       | 1      | 2           | 0          |
| R. Abdullah  | 23               | 2                | 7                | 0                | 1              | 0              | 0              | 0              | 24       | 2      | 7           | 0          |
| A. Ajdini    | 32               | 2                | 1                | 0                | 3              | 2              | 0              | 0              | 35       | 4      | 1           | 0          |
| M. Asllani   | 26               | 0                | 4                | 0                | 3              | 0              | 0              | 0              | 29       | 0      | 4           | 0          |
| G. Bamba     | 33               | 0                | 8                | 1                | 3              | 1              | 0              | 0              | 36       | 1      | 8           | 1          |
| A. Bandu     | 0                | 0                | 0                | 0                | 0              | 0              | 0              | 0              | 0        | 0      | 0           | 0          |
| R. Bayard    | 31               | 0                | 7                | 0                | 3              | 1              | 0              | 0              | 34       | 1      | 7           | 0          |
| S. Chader    | 25               | 7                | 4                | 0                | 3              | 2              | 1              | 0              | 28       | 9      | 5           | 0          |
| S. Cueni     | 22               | 0                | 4                | 0                | 3              | 0              | 1              | 0              | 25       | 0      | 5           | 0          |
| Z. Hadji     | 31               | 7                | 0                | 0                | 3              | 1              | 0              | 0              | 34       | 8      | 0           | 0          |
| M. Hadzi     | 20               | 0                | 0                | 0                | 3              | 0              | 0              | 0              | 23       | 0      | 0           | 0          |
| L. Hajrulahu | 35               | 0                | 2                | 0                | 3              | 0              | 0              | 0              | 38       | 0      | 2           | 0          |
| J. Hammel    | 29               | 0                | 1                | 1                | 0              | 0              | 0              | 0              | 29       | 0      | 1           | 1          |
| N. Hefti     | 14               | 1                | 3                | 0                | 0              | 0              | 0              | 0              | 14       | 1      | 3           | 0          |
| F. Hysenaj   | 8                | 0                | 1                | 0                | 1              | 0              | 0              | 0              | 9        | 0      | 1           | 0          |
| R. Kadima    | 23               | 0                | 3                | 0                | 3              | 0              | 0              | 0              | 26       | 0      | 3           | 0          |
| R. Kamber    | 14               | 3                | 1                | 0                | 0              | 0              | 0              | 0              | 14       | 3      | 1           | 0          |
| B. Labeau    | 33               | 16               | 6                | 0                | 1              | 0              | 1              | 0              | 34       | 16     | 7           | 0          |
| A. Laugeois  | 22               | 0                | 2                | 0                | 1              | 0              | 0              | 0              | 23       | 0      | 2           | 0          |
| C. Lima      | 3                | 0                | 0                | 0                | 2              | 0              | 0              | 0              | 5        | 0      | 0           | 0          |
| T. Okou      | 16               | 3                | 2                | 0                | 0              | 0              | 0              | 0              | 16       | 3      | 2           | 0          |
| M. Ošs       | 1                | 0                | 0                | 0                | 0              | 0              | 0              | 0              | 1        | 0      | 0           | 0          |
| G. Passi     | 0                | 0                | 0                | 0                | 0              | 0              | 0              | 0              | 0        | 0      | 0           | 0          |
| L. Pos       | 28               | 1                | 5                | 0                | 1              | 0              | 0              | 0              | 29       | 1      | 5           | 0          |
| M. Qarri     | 33               | 2                | 4                | 0                | 2              | 0              | 0              | 0              | 35       | 2      | 4           | 0          |
| C. Routis    | 12               | 0                | 4                | 0                | 0              | 0              | 0              | 0              | 12       | 0      | 4           | 0          |
| V. Rüfli     | 13               | 0                | 3                | 0                | 1              | 0              | 0              | 0              | 14       | 0      | 3           | 0          |
| D. Silva     | 0                | 0                | 0                | 0                | 0              | 0              | 0              | 0              | 0        | 0      | 0           | 0          |
| D. Staffoni  | 1                | 0                | 0                | 0                | 2              | 0              | 0              | 0              | 3        | 0      | 0           | 0          |
| N. Steffen   | 8                | 0                | 1                | 0                | 3              | 0              | 0              | 0              | 11       | 0      | 1           | 0          |
| R. Thaçi     | 1                | 0                | 1                | 0                | 0              | 0              | 0              | 0              | 1        | 0      | 1           | 0          |
| M. Tsoungui  | 3                | 0                | 0                | 1                | 0              | 0              | 0              | 0              | 3        | 0      | 0           | 1          |
| J. Vallelian | 0                | 0                | 0                | 0                | 0              | 0              | 0              | 0              | 0        | 0      | 0           | 0          |
| T. Zesiger   | 0                | 0                | 0                | 0                | 0              | 0              | 0              | 0              | 0        | 0      | 0           | 0          |